# Kasper Heiberg
Kasper Jakob Heiberg (født 3. april 1928 i Kongens Lyngby, død 27. februar 1984 i København) var en dansk kunstmaler, tegner og billedhugger.
Kasper Heiberg, der var søn af den norske arkitekt Edvard Heiberg, begyndte sit kunstneriske virke i 1948, da han blev elev på Peter Rostrup Bøyesens private malerskole. Han fortsatte på Kunstakademiet, hvor han studerede under William Scharff og Elof Risebye. Han debuterede på Kunstnernes Efterårsudstilling i 1949.
I nogle år arbejdede han med det realistiske maleri, men blev derefter mere eksperimenterende og abstrakt i sit udtryk. Efterhånden begyndte han også at tegne, både i form af tuschtegninger og akvareller. I 1965 var han med på Sommerudstillingen med en skulptur, og herefter fortsatte han hovedsageligt som sådan. Fra 1962 til 1968 var han bosat i Paris, hvor han kortvarigt arbejdede sammen med Willy Ørskov. Senere var han optaget af at integrere billedkunst og arkitektur.
Han stod i 1973 bag en udsmkyning af Skjoldhøjkollegiet i Aarhus og i 1978 fulgte en omfattende og markant udsmykning af Thisted Gymnasium i 12 dele med forskellige udtryk.
Fra 1973-1975 var han kandidatstipendiat ved Kunstakademiet. Forskningen her førte til undersøgelsen "Den europæiske palet" fra 1975 om den europæiske farveopfattelse, der udkom i bogform. Farver som fænomen var et tema, der optog ham gennem livet, herunder særligt hverdagens farver.
I 1971 tildeltes han Eckersberg Medaillen og i 1983 Thorvaldsen Medaillen.
Kasper Heiberg er begravet på Bispebjerg Kirkegård.